# Volvera
Volvera là một đô thị ở tỉnh Torino trong vùng Piedmont, có vị trí cách khoảng 20 km về phía tây nam của Torino, nước Ý. Tại thời điểm ngày 31 tháng 10 năm 2007, đô thị này có dân số 8.500 người và diện tích là 20,9 km².
Đô thị Volvera có các frazioni (các đơn vị trực thuộc, chủ yếu là các làng) Baruta, Panealba, Gerbole-Zucche, và Gerbole-Alte.
Volvera giáp các đô thị: Rivalta di Torino, Orbassano, Piossasco, Cumiana, None, và Airasca.